# Laugalandsfjall
Laugalandsfjall är ett berg i republiken Island. Det ligger i regionen Västfjordarna, 210 km norr om huvudstaden Reykjavík. Toppen på Laugalandsfjall är 465 meter över havet, eller 236 meter över den omgivande terrängen. Bredden vid basen är 4,4 km.
Trakten runt Laugalandsfjall är nära nog obefolkad, med mindre än två invånare per kvadratkilometer. Det finns inga samhällen i närheten. Trakten runt Laugalandsfjall består i huvudsak av gräsmarker.